# Sparkasse Hohenlohekreis
Die Sparkasse Hohenlohekreis ist eine Sparkasse mit Sitz und Hauptstellen in Öhringen und Künzelsau in Baden-Württemberg. Ihr Geschäftsgebiet umfasst den Hohenlohekreis, mit Ausnahme der Stadt Krautheim, die dem Geschäftsgebiet der Sparkasse Neckartal-Odenwald angehört.

## Organisationsstruktur
Die Sparkasse Hohenlohekreis ist eine Anstalt des öffentlichen Rechts. Rechtsgrundlagen sind das Sparkassengesetz für Baden-Württemberg und die durch den Kreistag des Hohenlohekreises erlassene Satzung.

## Geschäftszahlen
Die Sparkasse Hohenlohekreis wies im Geschäftsjahr 2023 eine Bilanzsumme von 2,594 Mrd. Euro aus und verfügte über Kundeneinlagen von 1,985 Mrd. Euro. Gemäß der Sparkassenrangliste 2023 liegt sie nach Bilanzsumme auf Rang 190. Sie unterhält 16 Filialen/Selbstbedienungsstandorte und beschäftigt 313 Mitarbeiter.

## Geschichte
Die Sparkasse entstand 1974 aus der Fusion der Kreissparkasse Öhringen (gegründet 1893) und der Kreissparkasse Künzelsau (gegründet 1900).

## Stiftungen
Die Stiftung Jugend, Natur und Heimat wurde 1993 zum 100-jährigen Jubiläum der Kreissparkasse Öhringen gegründet und fördert Jugendpflege und Jugendfürsorge, Bildungsarbeit, Sport, Naturschutz und die Pflege und Erhaltung von Kulturwerten.